# Centro Universitário Municipal de Franca
O Centro Universitário Municipal de Franca (Uni-FACEF) é uma instituição de ensino superior pública brasileira, situada na cidade de Franca, São Paulo e administrada pelo município como uma autarquia. Recebeu autorização para funcionamento em 20 de março de 1951 e iniciou as atividades nas dependências do Instituto Francano de Ensino que na época se chamava Ateneu Francano.
Do início de suas atividades até 1969, o Centro Universitário Municipal de Franca possuía apenas um curso – o de ciências econômicas – e um total de, aproximadamente, 100 (cem) alunos. As atuais instalações da Unidade I, inauguradas em 1969, permitiram a ampliação não apenas do número de alunos, como também o número de cursos ofertados pela instituição. Assim, foram criados os cursos de administração(autorizado através do Decreto Federal nº 75.450/75) e de ciências contábeis (autorizado pelo Decreto Federal nº 85.927/81). Estes três cursos funcionaram, até o ano de 1996, apenas no período noturno.

## Historia
A história do Centro Universitário Municipal de Franca inicia-se com a constituição da Faculdade de Ciências Econômicas e Administrativas de Franca, no dia 20 de março de 1951, data da edição do Decreto Federal nº 29.377/51, autorizando o seu funcionamento. A princípio, funcionou na rua Campos Salles, 217, num pequeno espaço dentro do Instituto Francano de Ensino, então conhecido como Ateneu Francano, que foi gentilmente cedido por seus proprietários, os professores Dr. Alfredo Palermo, José Garcia de Freitas e Dr. Oliveiro Diniz da Silva. A seguir, mudou-se para a rua Padre Anchieta, 1822, permanecendo ali até 1968. A aula inaugural foi proferida pelo Deputado Vicente de Paula Lima. Do corpo docente inicial, faziam parte, entre outros, o Professor Dr. Alfredo Palermo, o Dr. Oliveiro Diniz da Silva, o Professor Jorge Cheade, o Professor Moacir de Oliveira, o Dr. Alfredo Henrique Costa, o Professor Geraldo Alves Taveira, o Professor Everton Merlino e o Professor Domingos Spinelli.

### 1951-1996: Origens
O Conselho Nacional de Educação autorizou o funcionamento da Faculdade em 21 de abril de 1951. Em 1966, na administração do Prefeito Dr. Flávio Rocha, foi transformada em Autarquia Municipal, com base nas Leis nº 1.143/63 e 1.452/66, oportunidade em que se concedeu a mais ampla autonomia administrativa, financeira, didático-pedagógica para que pudesse alcançar seus fins, Ensino Superior no Município.
Do início de suas atividades até 1969, o Uni-FACEF Centro Universitário Municipal de Franca possuía apenas um curso – o de Ciências Econômicas – e um total de, aproximadamente, 100 (cem) alunos. As atuais instalações da Unidade I, inauguradas em 1969, permitiram a ampliação não apenas do número de alunos, como também o número de cursos ofertados pela instituição. Assim, foram criados os cursos de Administração (autorizado através do Decreto Federal nº 75.450/75) e de Ciências Contábeis (autorizado pelo Decreto Federal nº 85.927/81). Estes três cursos funcionaram, até o ano de 1996, apenas no período noturno.
Em 1996, para atender uma maior integração com a comunidade empresarial, o Uni-FACEF Centro Universitário Municipal de Franca (re)criou o IPES – Instituto de Pesquisas Econômicas e Sociais, em convênio com a ACIF – Associação do Comércio e Indústria de Franca, com o Sindicato da Indústria de Calçados de Franca e com a Delegacia Regional do CIESP. O referido instituto é o único órgão a realizar pesquisas conjunturais na cidade de Franca e região. Sua origem está assentada na década de 70. O Uni-FACEF Centro Universitário Municipal de Franca pode ser considerado o Instituto Isolado de Ensino Superior mais antigo do estado de São Paulo.

### 1997-2003: Expansão
Em 1997, foi feito um amplo planejamento para adequar a Instituição às novas exigências acadêmicas, legais e institucionais, que incluía:
1. qualificação do corpo docente com a criação de um curso de pós-graduação stricto sensu (mestrado) e de incentivos aos docentes para cursá-lo ou efetuarem o mestrado ou doutorado em outras instituições;
2. incentivo à produção científica de docentes e alunos e a sua divulgação através de publicações próprias;
3. profissionalização dos docentes;
4. maior relacionamento com a comunidade, por meio de convênios com entidades científicas, de classe e assistenciais, para a prestação de serviços de caráter científico, comunitário e social;
5. criação de cursos diurnos;
6. reforma e ampliação da infra-estrutura física.

Todos os objetivos contidos no plano estão sendo paulatinamente atingidos. Em 1997, foi criado o curso diurno de Administração. Em 1998, o Uni-FACEF Centro Universitário Municipal de Franca instituiu o Programa de Pós-Graduação stricto sensu (Mestrado), na área de Gestão Empresarial, recomendado pela CAPES/MEC. O Programa de Mestrado atendeu os objetivos de implementação da pesquisa científica na instituição e de incremento na produção acadêmica de seus alunos e docentes. Desde a sua criação, foram lançadas, pela Editora FACEF, várias obras científicas decorrentes de pesquisas de docentes da instituição, além das revistas científicas – FACEF Pesquisa (impressa e eletrônica) e REA – Revista Eletrônica de Administração, avaliadas, anualmente, pelo sistema Qualis e ranqueadas pela CAPES. O programa foi desativado em 2006, com mais de 70 dissertações defendidas.
Em 2001, em comemoração ao seu cinquentenário, deu início a dois novos cursos: Comunicação Social com habilitação em Publicidadee Propaganda e Administração com habilitação em Hotelaria. No mesmo ano, o Uni-FACEF Centro Universitário Municipal de Franca firmou um Acordo de Cooperação com a ESA – École Supérieure des Affaires, da Univesité Pierre-Mendès-France, da cidade de Grenoble, no sul da França, para o intercâmbio de professores, alunos e estagiários, que tem ocorrido sistematicamente.
Em 2003, conveniou-se com o IFBAE – Instituto Franco Brasileiro de Administração, instituição internacional composta, além do Uni-FACEF Centro Universitário Municipal de Franca, pela Universidade de São Paulo, pela Universidade Federal do Rio Grande do Sul, pela Universidade Federal de Minas Gerais, pela Pontifícia Universidade Católica do Rio de Janeiro e pela ESA – École Supérieure des Affaires, da Université Pierre-Mendès-France. No mesmo ano, foi realizado em Franca, no Uni-FACEF Centro Universitário Municipal de Franca, o II Congresso Internacional do IFBAE, que contou com a presença de cerca de 400 estudantes, pesquisadores, empresários e autoridades dos dois países (Brasil e França). O I Congresso havia sido realizado na cidade de Grenoble, sul da França, e sede da ESA – École Supérieure des Affaires.

## Cursos
O Centro Universitário Municipal de Franca oferece, atualmente, 14 cursos de graduação:
- Administração
- Ciência da Computação
- Ciências Contábeis
- Ciências Econômicas
- Comunicação Social (hab. Publicidade e Propaganda)
- Enfermagem
- Engenharia Civil
- Engenharia de Produção
- Engenharia de Software
- Letras
- Matemática
- Medicina
- Psicologia
- Sistemas de Informação

Em 2019 o curso de Turismo foi oficialmente extinto através do processo e-MEC nº 201912318 (Extinção Voluntária de Curso na Autonomia)
Na pós-graduação, o Uni-FACEF oferece cursos de lato sensu (MBA e especialização) e de stricto sensu (mestrado).
No início do mês de julho de 2017, o Guia do Estudante, da Editora Abril, divulgou os resultados de suas últimas avaliações das instituições de ensino superior. E o Uni-FACEF aparece entre as melhores, em 8º lugar, quando avaliado com outros tipos de instituições (universidades, centros universitários, faculdades isoladas, por exemplo). No estado de São Paulo, o Uni-FACEF aparece atrás de: USP; Unicamp; Unesp; ITA; UFSCar; Unifesp; e USCS. No final do ano de 2016, o INEP-MEC divulgou avaliação nacional, pela qual o Uni-FACEF está no 1º lugar, entre os centros universitários públicos municipais.